# Donald Cozzens
Donald Bernard Cozzens (17. května 1939 – 9. prosince 2021) byl americký římskokatolický kněz a spisovatel. Byl asistujícím profesorem teologie na John Carroll University a rektorem Semináře Panny Marie v Clevelandu v americkém státě Ohio.
Jeho nejznámějším dílem se stala kniha Měnící se tvář kněžství, která vyšla i česky. Kniha vyvolala ostré polemiky, neboť se dotýká mj. tématu homosexuality, celibátu nebo sexuálního zneužívání v katolické církvi.
Zemřel v Mayfield Heights v Ohiu ve věku 82 let, příčinou byl zápal plic vyvolaný onemocněním covid-19.

## Dílo
- The Spirituality of the Diocesan Priest, 1997
- The Changing Face of the Priesthood: a Reflexion of the Priest's Crisis of Soul, 2000;

česky Měnící se tvář kněžství: Reflexe nad krizí kněžské duše, Benediktinské arciopatství sv. Vojtěcha & sv. Markéty, Praha 2003, ISBN 80-902682-7-7
- Sacred Silence: Denial and the Crisis in the Church, 2002
- Faith That Dares to Speak, 2004
- Freeing Celibacy, 2006;

česky Osvobodit celibát, Benediktinské arciopatství sv. Vojtěcha & sv. Markéty, Praha 2008, ISBN 978-80-86882-08-6
- Notes from the Underground: The Spiritual Journey of a Secular Priest, 2013
- Master of Ceremonies, 2014, ISBN 978-0-87946-993-1